# Fesenmayr
Fesenmayr, auch Fesenmaier bzw. Vesenmayr, war der Name eines Augsburger Patriziergeschlechts, welches 1625 in den Reichsadelsstand erhoben wurde und um 1730 im Mannesstamm erlosch.

## Geschichte
1433 erhielt Georg Vesenmayr das Augsburger Bürgerrecht. Ob eine Verwandtschaft zwischen den Namensträgern aus Kempten und Neresheim bestanden ha, die vom 16. bis 18. Jahrhundert nach Augsburg gezogen sind, ist unbekannt. In Augsburg gehörten die Fesenmayr traditionell den Zünften der Goldschmiede und Silberhändler an. Andere waren als Kaufleute tätig. 1560 starb der Notar zu Augsburg Ulrich Fesenmayr. Der Silberhändler Bartholomäus Fesenmair aus Kempten wurde Mitglied des großen Rates und Hoflieferant des bayerischen Kurfürsten. Der seit 1609 in Augsburg ansässige bedeutende Goldschmied Hans Christoph Fesenmair aus Neresheim bekleidete zeitweise das Bürgermeisteramt und belieferte u. a. den Hof in Wien und Innsbruck. 1624 wurde er "Vorgeher" der Goldschmiede, 1629 Beschaumeister und von 1638 bis 1659 Mitglied des kleinen Rates. Bartholomäus Fesenmayr heiratete die Witwe des reichen Kaufmanns Ambrosius Kanntens. 1625 erhielt der mit Elisabeth Krell von Grimmenstein verheiratete Kaufmann Johann Christoph Fesenmayr, Sohn von Bartholomäus und Enkel von Ulrich Fesenmayr, von Kaiser Ferdinand II. den erblichen Reichsadelsstand mit Gevierten Wappen. Seit 1613 im Rat vertreten, erfolgte am 29. Dezember 1627 seine Aufnahme in den Augsburger Geschlechterstand. 1687 fungierte Leonhard Fesenmayr als Prior des Klosters St. Ulrich. Das Augsburger Geschlecht, von deren Mitgliedern drei im Rat und drei im Stadtgericht vertreten waren, ist um 1730 mit Carl Ferdinand von Fesenmayr im Mannesstamm erloschen.

## Wappen
- Stammwappen: "Ein knieender Mann mit Fesenähren (Dinkelähren) in der Hand."[4]
- Geviertes Wappen: "1 und 4 in Silber (Gold) auf grünem Boden ein knieender blau gekleideter Mann, in der rechten Hand drei Ähren haltend, 2 und 3 von Blau und Silber geweckt. Helm gekrönt mit einem wachsenden Mann. Decken in Blau und Silber."[5]

## Genealogie
- Ulrich Fesenmayr († 1560); ⚭ Anna Jung
  - Bartholomäus Fesenmayr der Ältere; ⚭ NN
    - Johann Christoph Fesenmayr; ⚭ Elisabeth Krell von Grimmenstein
      - Bartholomäus von Fesenmayr; starb ohne Nachkommen
      - Daniel von Fesenmayr; ⚭ NN
        - Carl Ferdinand von Fesenmayr der Ältere; ⚭ NN
          - Carl Ferdinand von Fesenmayr der Jüngere († um 1730)